# Isabelle Lajoux
Pour les articles homonymes, voir Lajoux.
Isabelle Lajoux, née le 20 mai 1960, est une femme politique française.

## Biographie
Isabelle Lajoux commence sa carrière politique en se présentant à la mairie de Savolles. Elle est élue maire lors des municipales de 2001 et est réélue en 2008 et 2014.
Après avoir annoncé sa candidature aux sénatoriales de 2008, François Rebsamen la désigne comme suppléante.
En mars 2010, elle est élue conseillère régionale en 10e position, sur la liste d'union de la gauche en Côte-d'Or lors des régionales.
Elle se présente dans le canton de Mirebeau-sur-Bèze lors des cantonales de 2011,, mais elle est battue par Laurent Thomas.
Le 3 mai 2014, Isabelle Lajoux devient sénatrice de la Côte-d'Or, en remplacement de François Rebsamen, nommé au gouvernement un mois plus tôt,.
Elle est deuxième sur la liste François Patriat lors des élections sénatoriales de septembre 2014 qui n'obtient qu'un siège. Elle n'est donc pas réélue.